# Hindutva
Hindutva (em hindi, हिन्दुत्व AFI: /ɦɪ̃n.dʊt.wə/; literalmente, 'hinduidade': 'caráter peculiar do que é hindu')  é a forma predominante de nacionalismo hindu, na Índia. Como ideologia política, o termo foi articulado por Vinayak Damodar Savarkar, em 1923, no livro Hindutva: Who Is a Hindu?, escrito na prisão. Segundo o conceito de Hindutva, a cultura indiana seria uma manifestação dos valores hindus. Esse conceito tornou-se  um dos pilares da ideologia  nacionalista  hindu.
É defendido pela organização paramilitar supremacista hindu Rashtriya Swayamsevak Sangh (RSS; em português, 'Organização Voluntária Nacional'), pelo Vishva Hindu Parishad (VHP), o Bharatiya Janata Party (BJP; em português, 'Conselho Mundial dos Hindus1) e outras organizações, chamadas coletivamente de Sangh Parivar (em português, 'Família do RSS').
O movimento Hindutva foi descrito como uma variante do "extremismo de direita" e como "quase fascista no sentido clássico", aderindo a um conceito de maioria homogeneizada e hegemonia cultural. Entretanto alguns contestam a identificação de Hindutva com o fascismo, alegando que se trata de uma  forma extrema de conservadorismo ou "absolutismo étnico".

### Supremo Tribunal da Índia

Logotipo da Suprema Corte da Índia

### Adoção

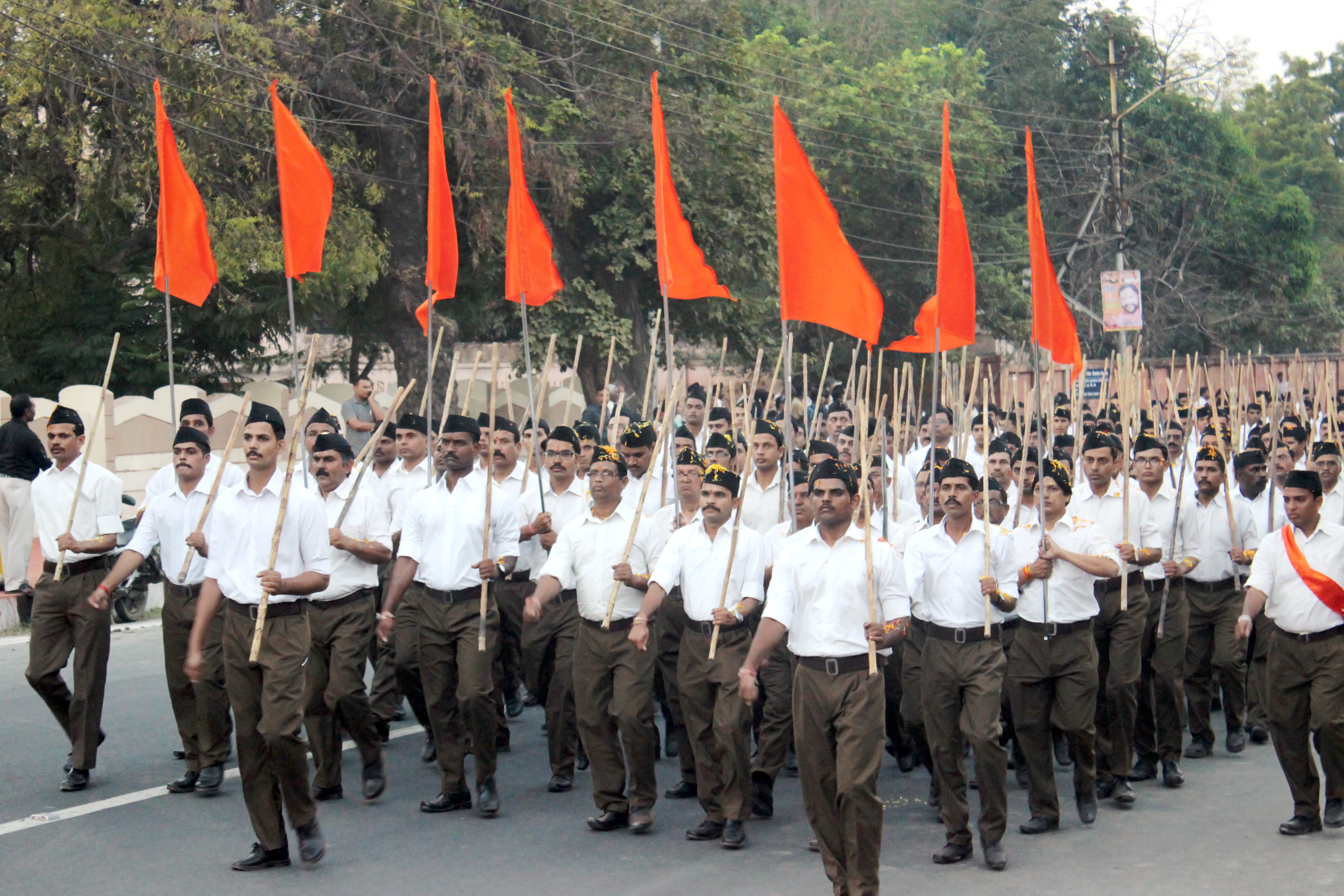
Path Sanchalan em Bhopal

## Vishva Hindu Parishad e Partido Bharatiya Janata

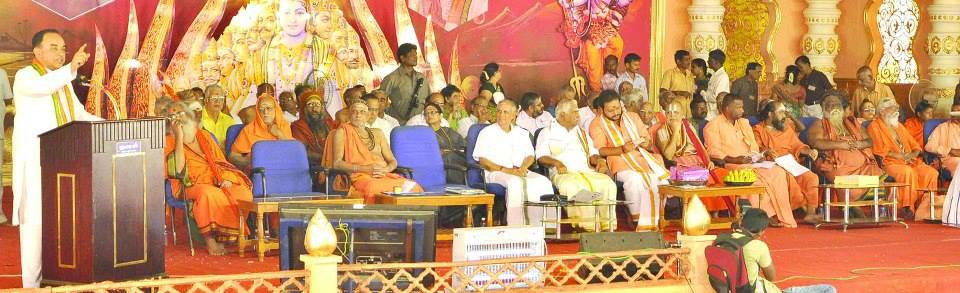
Conferência Hindu do Ressurgimento (2015).

## Definições